# New Zealand Open 1993
Die New Zealand Open 1993 im Badminton fanden vom 3. bis zum 5. September 1993 in Hamilton statt.

## Sieger und Platzierte
| Disziplin    | Gold                         | Silber                        | Bronze                           |
| ------------ | ---------------------------- | ----------------------------- | -------------------------------- |
| Herreneinzel | Dean Galt                    | Nick Hall                     | Grant Walker                     |
| Herreneinzel | Dean Galt                    | Nick Hall                     | Greig Bramwell                   |
| Dameneinzel  | Rhona Robertson              | Sheree Jefferson              | Liao Yue Jin                     |
| Dameneinzel  | Rhona Robertson              | Sheree Jefferson              | Amanda Carter                    |
| Herrendoppel | Dean Galt Kerrin Harrison    | Nick Hall Grant Walker        | Glen Barker Justin Keen          |
| Herrendoppel | Dean Galt Kerrin Harrison    | Nick Hall Grant Walker        | Steven Kirk Jacob van Selm       |
| Damendoppel  | Liao Yue Jin Rhona Robertson | Sheree Jefferson Julie Still  | Katrina Jenner Maria Mork        |
| Damendoppel  | Liao Yue Jin Rhona Robertson | Sheree Jefferson Julie Still  | Jenni Jefferson Stephanie Spicer |
| Mixed        | Dean Galt Liao Yue Jin       | Kerrin Harrison Tammy Jenkins | Nick Hall Sheree Jefferson       |
| Mixed        | Dean Galt Liao Yue Jin       | Kerrin Harrison Tammy Jenkins | Glen Barker Rhona Robertson      |